# Ara Malikian
Ara Malikian (Beirut, 14 de septiembre de 1968) es un violinista libanés de ascendencia armenia radicado en España.

## Biografía

### Estudios iniciales
Ara Malikian nació en 1968 en el seno de una familia armenia. Se inició en el violín a muy corta edad de la mano de su profesor de música Simón Klein. Su talento fue reconocido tempranamente a pesar de las difíciles circunstancias que la guerra civil libanesa lo obligó a vivir, forzándolo incluso a estudiar durante largos periodos en los refugios antiaéreos.
Dio su primer concierto importante con 12 años y a los 14 el director de orquesta Hans Herbert-Jöris le escuchó y consiguió para él una beca del Gobierno alemán para cursar estudios en la Hochschule für Musik und Theater Hannover. Con 15 años fue el alumno más joven admitido en este prestigioso centro superior de estudios musicales. Posteriormente amplió sus estudios en la Guildhall School of Music and Drama de Londres, además de recibir lecciones de algunos de los más prestigiosos profesores del mundo como Franco Gulli, Ruggiero Ricci, Ivry Gitlis, Herman Krebbers o miembros del Alban Berg Quartet.

### Carrera como intérprete
Ha ganado numerosos concursos de prestigio mundial, entre los que cabe destacar los primeros premios obtenidos en los concursos internacionales Felix Mendelssohn (Berlín, 1987) y Pablo Sarasate (Pamplona, 1995) además de los premios recibidos en concursos como Niccolo Paganini (Génova), Zino Francescatti (Marsella), Rodolfo Lipizer (Gorizia), Juventudes Musicales (Belgrado), Rameau (Le Mans), Internacional Artist Guild (Nueva York), y en la International Music Competition of Japan. En 1993 recibió el Premio a la dedicación y el cumplimiento artístico del Ministerio de Cultura de Alemania.
Ha tocado en las mejores salas de concierto del mundo en más de cuarenta países en los cinco continentes: Nueva York (Carnegie Hall), París (Salle Pleyel), Viena (Musikverein), Toronto (Ford Center), Calahorra (Teatro Ideal), Madrid (Auditorio Nacional y Teatro Real) Zurcí (Tonhalle), Londres (Barbican Centre), Cádiz (Gran Teatro Falla), Puertollano (Auditorio Pedro Almodóvar), Tokio, Estambul, Berlín, Atenas, Venecia, Los Ángeles, Taipéi, Hong Kong, Kuala Lumpur, Cuba, Bogotá, Múnich, Barcelona, Bilbao, Mérida (Teatro romano de Mérida), Burriana (Teatro Payá) y Ecuador (Teatro Sucre) entre otros. También ha participado en los festivales de Aspen, Colmar, Prades, Schleswig-Holstein, Braunschweig, San Sebastián, Segovia, Bergen, Freden, Metlach, Praga, Palencia y Buñol.
Como violín solista ha sido invitado por formaciones de talla de la Orquesta Sinfónica de Tokio, Orquesta Sinfónica de Bamberg, Zurcí Chamber Orquestra, Génova Opera Orquestra, Orquesta Sinfónica de Madrid (OSM), Sinfónica de Portugal, Orquesta de Cámara de Tubingen, Virtuosos de Moscú, Filarmónica de Belgrado, Orquesta de cámara de Toulouse, Filarmónica de Armenia y orquestas de la Comunidad de Madrid entre otras, bajo la batuta de directores tan importantes como Mariss Jansons, Peter Maag, Jesús López Cobos, Vladímir Spivakov, Miguel Ángel Gómez Martínez, Luis Antonio García Navarro, Vasili Sinaiski, Edmond de Stoutz, Gudni Emilson, Juan José Mena o Jo Ann Falleta.
Tiene un hijo llamado Kairo.

### Actividades actuales
Fue concertino de la Orquesta Sinfónica de Madrid (Teatro Real de Madrid), con el que obtuvo un gran éxito interpretando como solista de Le boeuf sur le toit de Darius Milhaud, en versión para violín y orquesta, bajo la dirección de Gómez Martínez y el Concierto para violín y orquesta en Re menor de Jachaturián con la batuta de Jesús López Cobos. 
Ha participado en el festival “Caprichos Musicales de Comillas”, en Cantabria, en todas las ediciones desde su inicio en 2004 hasta 2016, y ha sido codirector junto al chelista Serguéi Mesropián.
Su estrecha colaboración con José Luis Montón, uno de los más destacados guitarristas flamencos actuales, ha abierto un nuevo camino en la música española actual. También ha colaborado entre otros con la cantante libanesa Fairuz, los bailarines flamencos Joaquín Cortés y Belén Maya, en Ensamble Nuevo Tango y el pianista de jazz Horacio Icasto. Su presencia ha sido solicitada por importantes compositores de música de cine como Alberto Iglesias, con quien ha grabado la banda sonora de Hable con ella, de Almodóvar o Pascal Gainge en El otro barrio de Salvador García Ruiz.
Ara Malikian publicó varios discos con Warner España, como Manantial y De la felicidad acompañado por el guitarrista flamenco José Luis Montón. Este último CD fue nominado por la Academia Española de la Música como el mejor disco de Nueva música del año. Con Warner, Malikian grabó también un doble CD con obras de Paganini, incluyendo sus 24 caprichos para violín solo, un álbum con obras de Sarasate acompañado al piano por el pianista armenio Serouj Kradjian, las 6 Sonatas para violín solo de Ysaÿe y las Sonatas y Partitas para violín solo de Johann Sebastian Bach.
Ara Malikian fue nominado por partida doble como mejor intérprete de música clásica en los Premios de la Música 2007, por su grabación del Poema Concertante de Xavier Montsalvatge junto a la Orquesta Sinfónica de Castilla y León; así como por su trabajo junto a Joan Valent, Suso Sáiz y Marc Blanes.
Desde el año 2006, colabora con la Fundación Non Profit Music y el compositor madrileño Jorge Grundman en la creación de la orquesta de cámara Non Profit Music Chamber Orchestra dedicada a difundir la obra de compositores contemporáneos dentro de la llamada Nueva Música Consonante. Fruto del trabajo de esta colaboración son la publicación de los trabajos Tears of Beauty y Meeting with a friend. 
En 2007, crea y coproduce junto a la compañía Yllana el espectáculo "PaGAGnini", que se estrena en 2008 con Thomas Potiron, Eduardo Ortega y Gartxot Ortiz, con quienes hace una revisión en clave humorística y teatral de piezas cumbre de la música clásica, de autores como Sarasate, Manuel de Falla, Luigi Boccherini, Johann Pachelbel, Shigeru Umebayashi, Mozart, Serge Gainsbourg y Paganini. Hoy en día "PaGAGnini" mantiene una activa gira internacional con los actuales integrantes: el propio Ara Malikian, Fernando Clemente, Eduardo Ortega y Jorge Furnadjiev, habiendo sido presentado en España en numerosas ocasiones y en unos 25 países de Europa, América y Asia.
En el año 2008, fue doblemente nominado a los Premios de la Música precisamente por su trabajo con la Non Profit Music Chamber Orchestra como mejor intérprete de música clásica por Meeting with a friend y también por Lejos, junto al guitarrista argentino Fernando Egozcue. Ese mismo año se hizo cargo de la dirección de una orquesta para la grabación del álbum del grupo de rock español Extremoduro, La ley innata.
En 2009, participó en la producción y creación del concierto escenificado para público familiar Cuentos del mundo, la historia de un hombre feliz. Con la dirección escénica de Marisol Rozo y dirección musical de Ara Malikian. En el mismo año estrenó el concierto Músicas cíngaras; melodías de los diferentes países musicalmente influenciados por los cíngaros desde que empezaron su viaje desde la India hasta que llegaron a España.
A partir del año 2010, formó parte del grupo de presentadores del programa infantil-juvenil de La 2, de Televisión Española, El club del Pizzicato (dedicado a dar a conocer la música clásica y de distintos compositores al público más joven), llamado simplemente Pizzicato en su segunda temporada, iniciada el 1 de octubre de 2011 y que en 2012 continuó grabando otra temporada. En el mismo año, colabora en el documental de José Carrasco titulado Armenio, estrenado en la Semana Internacional de Cine de Valladolid de 2010.
En 2011, estrenó varios espectáculos, entre ellos Payo Bach, coproducción de Ara Malikian con José Luis Montón, Las ocho estaciones de Vivaldi y Piazzolla y Caprichos para violín y cuerpo con la dirección teatral de Marisol Rozo. Todas ellas convertidas en giras posteriores. Ese mismo año vuelve a colaborar con Extremoduro para su álbum Material defectuoso.
En 2012, estrenó la obra Los Divinos, coproducción de Ara Malikian y José Manuel Zapata, con la dirección escénica de Marisol Rozo y también llegando a ser gira.
En julio de 2013, colabora en Los viajes inmóviles, disco de slam del rapero alicantino Nach en el que participa tocando los violines del LP. Dicho trabajo no fue lanzado hasta febrero de 2014.
El 8 de agosto de 2016, actuó en el Teatro romano de Mérida durante el Festival Internacional de Teatro Clásico con su concierto 15 Sinfónico.
A finales de 2018, Serj Tankian, vocalista de la banda System of a Down, hicieron la canción "The Rough Dog".
El 24 de octubre de 2019, se estrena el documental 'Ara Malikian, una vida entre las cuerdas', dirigido por Nata Moreno. Un documental que cuenta la historia de su vida, haciendo un recorrido por su vida y su aportación a la música clásica y contemporánea. Detallando como la música le salvó la vida al tener que huir de la guerra, uniendo su historia personal con su última Gira Sinfónica en los mejores escenarios del mundo.
En 2022, hace una colaboración en un tema de Elefantes titulado Al Olvido, perteneciente al disco "Trozos de papel / Cosas raras", junto a los propios Elefantes, junto a Noni, de Lori Meyers, Miquel Izal cantante de Izal, Coque Malla y Rozalen. Su participación cierra el tema añadiendo un gran clímax final dando su toque personal al tema. 

## Valoraciones
Su inquietud musical y humana han llevado a Ara Malikian a profundizar en sus propias raíces armenias y asimilar la música de otras culturas del Medio Oriente (árabe y judía), Centro Europa (gitana y klezmer), Argentina (tango) y España (flamenco), todo ello dentro de un lenguaje muy personal en el que se dan la mano la fuerza rítmica y emocional de estas músicas con el virtuosismo y la expresividad de la gran tradición clásica europea.
Poseedor de un amplio repertorio, que incluye la práctica totalidad de las grandes obras escritas para violín (conciertos con orquestas, sonatas y piezas con piano y música de cámara) ha estrenado también obras de compositores actuales como Franco Donatoni, Malcom Lipkin, Luciano Chailly, Ladislav Kupkovic, Loris Tjeknavorian, Lawrence Roman y Yervand Yernakian. Malikian es además unos de los pocos violinistas que realiza recitales para violín solo con programas dedicados a integrales tan significativas como los 24 Caprichos de Paganini, las 6 Sonatas de Eugène Ysaÿe y las Sonatas y Partitas de Bach.

## Vida privada
Ara Malikian está casado con la actriz, guionista y realizadora Nata Moreno, con quien tiene un hijo, Kairo.
El 6 de octubre de 2018, fue nombrado el hijo adoptivo de la ciudad de Zaragoza, de donde es natural su esposa.

## Discografía
- Le quattro stagioni (1995)
- 750 Jahre Wölpinghausen (1996)
- Miniatures (1996)
- Bow on the String (1997)
- 500 motivaciones (1999)
- All Seasons for Different (2000)
- Robert Schumann (2000)
- 24 Caprices for Solo Violin by Paganini (2003)
- Sarasate (2003)
- Six Sonatas for Solo Violin by Ysaÿe (2003)
- Sonatas and Partitas for Solo Violin by Bach (2003)
- El arte del violín (2004)
- Manantial  (2002/2004)
- The Four Seasons by Vivaldi (2004)
- De la felicidad (2005)
- Tears of Beauty (2006)
- Meeting with a friend (2007)
- De los Cobos / Montsalvatge (2005)
- Lejos (2007)
- Conciertos románticos españoles de violín (Orquesta sinfónica de Castilla y León-Alejandro Posada y Ara Malikian-2010)
- Con los ojos cerrados (Ara Malikian y Fernando Egozcue Quinteto- 2011)
- Chirstmas mood (2011)
- Pizzicato (2013)
- 15 (2015)
- La Increíble Historia de Violín (2016)
- Ara Malikian. Symphonic at Las Ventas (2017)
- Royal Garage (2019)
- Petit Garage (2021)
- Ara (2022)

### Como artista invitado
- Insula poética, En Son Brull (2006)
- La ley innata, Extremoduro (2008)
- Siempre, Mister Jota (2011)
- Material defectuoso, Extremoduro (2011)
- Krasívyie glazá, Huecco (2011)
- Para todos los públicos, Extremoduro (2013)
- Los viajes inmóviles, Nach (2014)
- Ambrosía, Juan Antonio Valderrama (2014)
- Diabulus in música, Mägo de Oz (2018)
- Ira Dei, Mägo de Oz (2019)
- Al Olvido, Elefantes (2022)

### Bandas sonoras
- Manolito Gafotas (1999) - Dirigida por Miguel Albaladejo.
- El otro barrio (2000)	 - Dirigida por Salvador García Ruiz.
- Los pasos perdidos (2001) - Dirigida por Manane Rodríguez.
- Hable con ella (2002)	- Dirigida por Pedro Almodóvar.
- La mala educación (2005) - Dirigida por Pedro Almodóvar.
- Pájaros de papel (2010) - Dirigida por Emilio Aragón.

## Premios
Premios de la Música Aragonesa
| Año  | Categoría |
| ---- | --- |
| 2017 | 18º Premios de la Música Aragonesa: categoría especial Global que se entrega a un artista destacado no nacido en Aragón pero que lleva a esta tierra muy presente ahí donde va |

Premios Simón
| Año  | Categoría                   | Película     | Resultado |
| ---- | --------------------------- | ------------ | --------- |
| 2016 | Categoría especial (música) | Le chat doré | Ganador   |

Premios Goya
| Año  | Categoría                 | Película                                 | Resultado |
| ---- | ------------------------- | ---------------------------------------- | --------- |
| 2020 | Mejor película documental | Ara Malikian, una vida entre las cuerdas | Ganador   |

- Medalla de las Cortes de Aragón 2023.[8]